# Ferenc József di Koháry
Ferenc József di Koháry, principe di Csábrág et Szitnya (Vienna, 4 settembre 1767 – Oroszvár, 27 giugno 1826), è stato un politico e nobile ungherese.

## Biografia
Koháry era il figlio del conte Ignác József di Kohary, e di sua moglie, la contessa Maria Gabriella Cavriani di Imena. All'età di 10 anni perse il padre e sua madre ne ha assunto la tutela fino alla maggiore età.

## Carriera
Nel 1787 divenne membro della Cancelleria della Corte della Transilvania. Nel 1789 divenne cancelliere del tribunale. Nel 1793 ha assunto la carica di conte perpetuo della contea di Hont. Nel 1798 divenne consigliere segreto, nel 1801 divenne vicepresidente della camera e poi, dopo la morte del ministro delle finanze O'Donnel (1756-1810), divenne presidente della camera.
Nel 1811 fu nominato Vice Cancelliere. Il 15 novembre 1815 ha ricevuto il grado di Reichsfürst dell'Impero austriaco. Nel 1820 Francesco I lo nominò cancelliere.

## Matrimonio
Sposò, il 13 febbraio 1792 a Vienna la contessa Maria Antonia di Waldstein-Wartenberg (1771–1854), figlia di Georg Christian von Waldstein-Wartenberg. Ebbero due figli:
- Ferenc Seraph (21 dicembre 1792-19 aprile 1795);
- Maria Antonia (2 luglio 1797–25 settembre 1862), sposò Ferdinando di Sassonia-Coburgo-Koháry, ebbero quattro figli.

Dopo la morte del suo unico figlio, sua figlia Maria Antonia divenne l'unica erede dell'enorme patrimonio dei Kohary pari a 20 milioni di franchi. Quando si fidanzò con Ferdinando, l'imperatore Francesco I elevò Kohary al grado di principe per compensare la differenza di grado tra la famiglia Kohary e quella dei Sassonia-Coburgo. Ciò è avvenuto su richiesta del fratello dello sposo, il duca Ernesto I di Sassonia-Coburgo. Ferenc József insistette affinché i discendenti dei due fossero cresciuti come cattolici.

## Morte
Morì il 27 giugno 1826 nel castello di Oroszvár. Fu sepolto nella cripta di famiglia nella chiesa del monastero di Hronský Beňadik.